# Авдиевский, Сергей Макарович
Сергей Макарович Авдиевский (26 декабря 1940, Харьков — 28 июля 2022, Днепр) — советский и украинский спортсмен, тренер по боксу. Заслуженный тренер СССР.

## Биография
Родился в 1940 году в Харькове в семье рабочих. Отец работал в котельной, а семья жила в комнате, расположенной в её подвале. В 12 лет начал заниматься боксом. Устроился работать кочегаром и учился в вечерней школе, но тренировок не бросал. В 20 лет начал заниматься у тренера Василия Васильевича Гайдука. Выступал на соревнованиях различных масштабов на Украине.
Поступил в Киевский физкультурный институт, затем был призван в армию служить в спортивной роте в Белой Церкви. В 1966 году за свои спортивные достижения был удостоен звания мастера спорта СССР.
Тренерской деятельность начал заниматься в Днепропетровске в 1965 году, в спортивном клубе треста № 17 «Монтажник», который входил в состав ДСО профсоюзов Украины «Авангард». Проработал там вплоть до 2008 года. Всего посвятил тренерской деятельности более пятидесяти лет своей жизни. Воспитал двукратного призёра Олимпийских игр 1976 и 1980 года Виктора Савченко.
В 1975 году был удостоен звания «Заслуженный тренер Украинской ССР», в 1978 — «Заслуженный тренер СССР».
28 июля 2022 года стало известно, что Сергей Макарович скончался после продолжительной болезни.